# Ṟ
La R con macrón suscrito (Mayúscula: Ṟ minúscula: ṟ), es un grafema usado en la escritura Pitjantjatjara y Mitla Zapoteco y en ciertas romanizaciones. Esta es la letra R diacrítica con un macrón suscrito. No debe confundirse con el rasgo R suscrito 'R̲, r̲'.

## Codificación
| Carácter      | Ṟ                                      | Ṟ                                      | ṟ                                    | ṟ                                    |
| ------------- | -------------------------------------- | -------------------------------------- | ------------------------------------ | ------------------------------------ |
| Unicode       | LATIN CAPITAL LETTER R WITH LINE BELOW | LATIN CAPITAL LETTER R WITH LINE BELOW | LATIN SMALL LETTER R WITH LINE BELOW | LATIN SMALL LETTER R WITH LINE BELOW |
| Codificación  | decimal                                | hex                                    | decimal                              | hex                                  |
| Unicode       | 7774                                   | U+1E5E                                 | 7775                                 | U+1E5F                               |
| UTF-8         | 225 185 158                            | E1 B9 9E                               | 225 185 159                          | E1 B9 9F                             |
| Ref. numérica | &#7774;                                | &#x1E5E;                               | &#7775;                              | &#x1E5F;                             |